# Струмичко-ђевђелијски партизански одред
Струмичко-ђевђелијски народноослободилачки партизански (НОП) одред (називан и Плачковички) је био партизанска јединица у саставу Народноослободилачке војске и партизанских одреда Југославије током Другог светског рата у Македонији.

## Историјат
Формиран је 12. априла 1944. у селу Тресино (Егејска Македонија), претежно од људства из ђевђелијског краја, које је било у саставу 2. македонске бригаде. Пошто се пребацио у источну Македонију, дејствовао је на подручју између Струмице, Ђевђелије и Радовиша. Пратећи и обезбеђујући групу руководилаца Бугарске радничке партије (комуниста), Одред је у покрету за Црну Траву, пробијајући се преко Тиквеша, планине Плачковице и Осоговске планине имао од 21. априла до 2. маја низ сукоба са бугарским окупаторским патролама, заседама и потерама. Код Побијеног камена спојио се са 3. македонском бригадом и заједно с њом, Косовским и бугарским Трнским НОПО водио 5. маја борбе на Бистарској планини, а 6. маја у окружењу на Црнооку, након чега се пробио у Црну Траву. До 26. маја учествује са 3. македонском бригадом у борбама против бугарског окупатора на Станикином крсту, код Знепоља, на Осоговској планини, код Омора, Голека, на Струмичком риђу и Ново Малинској планини. Затим је самостално дејствовао на подручју Струмице, Радовиша, Штипа и Кочана. Уништавао је окупациону власт по селима и мобилисао нове борце, а 24. јули 1944. ушао је у састав 4. македонске бригаде, која је тада формирана на Лисцу, на планини Плачковици.